# Драган Томић (политичар)
Драган Томић (Приштина, 9. децембар 1936 — 21. јун 2022) био је српски политичар. Бивши је председник Народне скупштине Републике Србије.

## Биографија
Рођен је 1936. године у Приштини, а школовао се у Београду. где је и завршио Технолошко-металуршки факултет.
По дипломирању 1962. године запослио се у раковачком „Рекорду“ где је почео као инжењер-технолог и дошао до места генералног директора. Био је делегат у СО Раковица и у Већу општина Скупштине Србије. Уследила је функција председника Градске конференције ССРН (1986 — 1989). После Рекорда запослио се у „Југопетролу“ на месту генералног директора.
Биран је за председника Савеза инжењера и техничара Југославије.
Са места шефа посланичке групе СПС изабран је 1994. године за председника републичког Народне скупштине и на том месту остао до октобарских промена 2000. године. Био је на месту Вршиоца дужности Председника Републике Србије од 23. јула 1997. године до 29. децембра 1997. године.
Преминуо је 21. јуна 2022. године.